# Бозлу (Іран)
Бозлу (перс. بزلو‎) — село в Ірані, входить до складу дехестану Південний Назлуй у Центральному бахші шахрестану Урмія провінції Західний Азербайджан.